# بطلمیوس فیلادلفوس
بطلمیوس فیلادلفوس (به یونانی: Πτολεμαῖος ὁ Φιλάδελφος؛ به معنای بطلمیوس برادردوست؛ زادهٔ اوت/سپتامبر ۳۶ پیش از میلاد – درگذشتهٔ ۲۹ پیش از میلاد) از شاهزادگان دودمان بطالسه و کوچک‌ترین و چهارمین فرزند ملکه کلئوپاترا و سومین فرزند او از سردار رومی، مارک آنتونی، بود. بطلمیوس وارث میراثی یونانی و رومی بود. او در انطاکیه سوریه متولد شد (امروزه انطاکیه جزئی از خاک ترکیهٔ مدرن محسوب می‌شود). بطلمیوس به یاد بطلمیوس دوم فیلادلفوس، دومین فرعون از دودمان بطالسه، نامگذاری شد و قصد کلئوپاترا از این نامگذاری احیای عظمت پیشین سلطنت بطالسه بود. در اواخر سال ۳۴ پیش از میلاد و طی بخشش‌های اسکندریه، فرمانروایی بر سوریه، فنیقیه، و کیلیکیه به بطلمیوس جوان اعطا شد.
در سال ۳۱ پیش از میلاد والدین بطلمیوس در نبرد دریایی آکتیوم در سواحل یونان مغلوب اوکتاویان شدند. سال بعد که اوکتاویان به همراه سپاهیانش به مصر هجوم آوردند، والدین او خودکشی کردند.
اوکتاویان، بطلمیوس جوان و برادر و خواهر بزرگ‌ترش، الکساندر هلیوس و کلئوپاترا سلن دوم را از مصر به روم برد. اوکتاویان با در غل و زنجیر کردن فرزندان کلئوپاترا و آنتونی و گرداندن آنان در خیابان‌های رم، پیروزی‌اش بر آنتونی و فتح مصر را جشن گرفت. زنجیرها به قدری سنگین بودند که آن سه برادر و خواهر از راه رفتن عاجز مانده بودند و این صحنه حس همدردی و دلسوزی رومی‌ها را برانگیخت. اوکتاویان حضانت سه برادر و خواهر را بر عهده گرفت و بزرگ کردن آنان را به خواهرش، اوکتاویای کوچک، که همسر پیشین مارک آنتونی بود سپرد.
سرنوشت بطلمیوس فیلادلفوس مشخص نیست. پلوتارک بیان داشته‌است که تنها فرزندی از آنتونی که اوکتاویان به قتلش رساند، مارکوس آنتونیوس آنتیلوس بود. منابع تاریخی به‌کلی دربارهٔ او سکوت کرده‌اند فلذا احتمالاً در زمستان سال ۲۹ پیش از میلاد بر اثر بیماری درگذشته‌است، اما صحت این موضوع قابل تأیید نیست.